# Scorpiops schumacheri
Espèce
Scorpiops schumacheri est une espèce de scorpions de la famille des Scorpiopidae.

## Distribution
Cette espèce est endémique de la province de Trang en Thaïlande. Elle se rencontre vers Trang.

## Description
Le mâle holotype mesure 23,43 mm et la femelle paratype 25,15 mm.

## Étymologie
Cette espèce est nommée en l'honneur de Patrick Schumacher.

## Publication originale
- Kovařík, Lowe, Stockmann & Šťáhlavský, 2020 : « Revision of genus-group taxa in the family Scorpiopidae Kraepelin, 1905, with description of 15 new species (Arachnida: Scorpiones). » Euscorpius, no 325, p. 1-140 (texte intégral).